# 張辛亮
張辛亮（1984年8月28日—），籍贯不详，出生于北京，目前居住在香港。

## 生平
- 1984年出生在北京。
- 1990年代，被送到美國中部奧克拉荷馬州首府的Casady School讀中學。
- 2003年，高中畢業入美國首都華盛頓的乔治城大学攻讀國際關係經濟學。拿到國際關係經濟學學士。
- 2007年8月加入瑞银集团。
- 2010年加入高盛。
- 2011年1月加入索羅斯基金（香港）任分析員[1]。
- 2013年2月成立辛夷資本[2][3]。

## 家庭
- 妻子：汪溪沙（1982年10月11日-），汪溪沙2000年入读北京大学光华管理学院读商科，2004年毕业；2005年赴美国波士顿塔夫茨大學读硕士；汪溪沙毕业后在投行德意志银行香港分行任职高级经理；2009年结婚。汪溪沙在香港一家欧洲大型投行工作。现任红杉中国合伙人[4]。
- 岳父：汪洋（1955年3月12日－），第十七、十八届中共中央政治局委员, 第十九届中共中央政治局常委，十三届全国政协主席，国务院原副总理[5]。
- 岳母：祝玛丽，宿县地区行署副专员祝建远的女儿。
- 外祖父：张爱萍（1910年1月9日 - 2003年7月5日），解放军上将，于八十年代曾任国务院副总理，中央军委副秘书长，国防部长等官职。张辛亮母亲为张爱萍小女儿张小艾。